# Pseudoquasimus
Pseudoquasimus là một chi bọ cánh cứng trong họ 
Elateridae.
Chi này được miêu tả khoa học năm 1997 bởi Dolin.

## Các loài
Chi này có các loài:
- Pseudoquasimus arcanus Dolin, 1997